# 王廷楨
王 廷楨（おう ていてい）は、清末民初の軍人。北洋系の軍人。北京政府、直隷派に属したが、後に安徽派に転じた。字は子銘、子明。

## 事績

### 清末の活動
北洋海軍学校で測量を学び、後に北洋機器局図工となる。次いで北洋武備学堂に入学し、1898年（光緒24年）に日本留学生選抜試験に合格した。翌年より日本に留学して予備校で学び、1901年（光緒27年）10月、陸軍士官学校第1期騎兵科に入学している。1903年（光緒29年）に首席で卒業、帰国する。
帰国後は陸軍教習営教習（軍事教官）に任ぜられ、多くの軍事書を中国語に翻訳したことで袁の賞賛を受けた。これにより破格の抜擢を受け、第5鎮騎兵統帯、第1鎮総参謀、御林軍（後に禁衛軍と改称）馬隊標統、第2協協統、鑲黄旗漢軍都統などを歴任する。1909年（宣統元年）、軍事代表団を率いてフランスに視察に赴く。帰国後、禁衛軍統領に昇進した。

### 民初の活動
中華民国成立後、禁衛軍は馮国璋配下の陸軍第16師に改組され、王廷楨が引き続き師長をつとめた。1913年（民国2年）7月、天津鎮守使署理に任命され、まもなく第二革命（二次革命）が発生すると鎮圧のため南方へ出動する。翌1914年（民国3年）には、江蘇省で江寧鎮守使に異動し、後に長江沿岸要塞司令も勤めた。
1917年（民国6年）、張勲を補佐する長江巡閲副使に任命される。馮国璋が代理大総統の任期を満了してからは、王廷楨は安徽派に転じる。1918年（民国7年）、禎威将軍に列せられ、1919年（民国8年）12月、察哈爾特別区都統に任命された。しかし、1920年（民国9年）の安直戦争で安徽派は敗北してしまう。王もまた、察哈爾都統と陸軍第16師長の地位を喪失した。

### 晩年
その後、王廷楨は北京政府高級軍事顧問となる。1923年（民国12年）1月、蒙古前衛鎮守使に任ぜられ、1925年（民国14年）9月、呉佩孚の下で討賊聯軍運輸副司令となった（11月、司令に昇進）。しかし結局、職を放棄して天津に帰り隠居している。
1939年（民国28年）1月30日、呉佩孚が内外記者会見を開いて「和平救国宣言」を発表し、王廷楨も和平救国会連盟の構成員として同宣言に連署していると報道された。ただし、王が連署に至るまでの経緯や活動の具体性については不詳である。そもそも、この内外記者会見自体が、張燕卿による実態を伴わない宣伝であった可能性すら指摘されている。
1940年（民国29年）、死去。享年65。